# Albert Delin

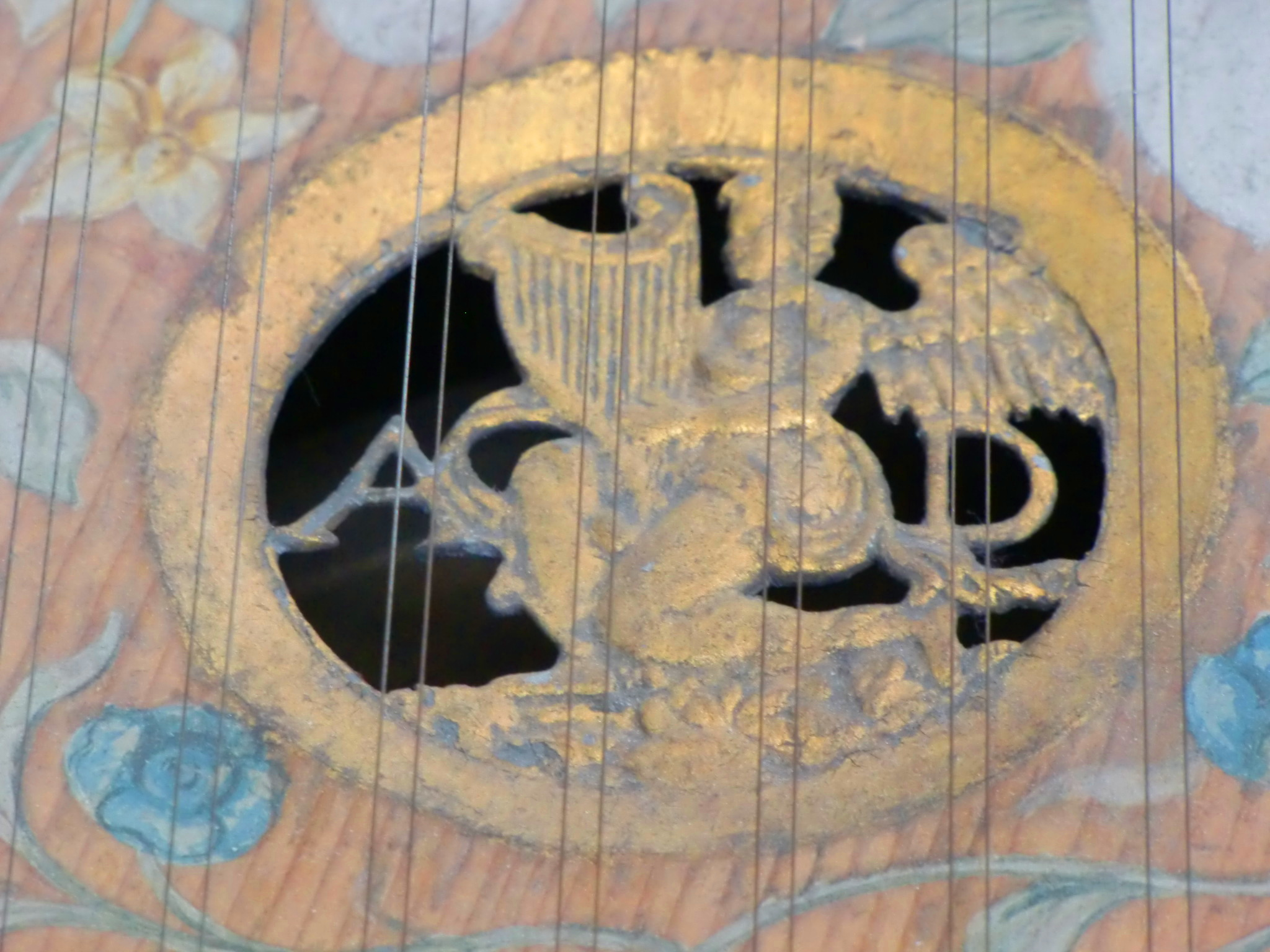
Klankgat van een klavecimbel uit 1750, met de initialen van Albert Delin.

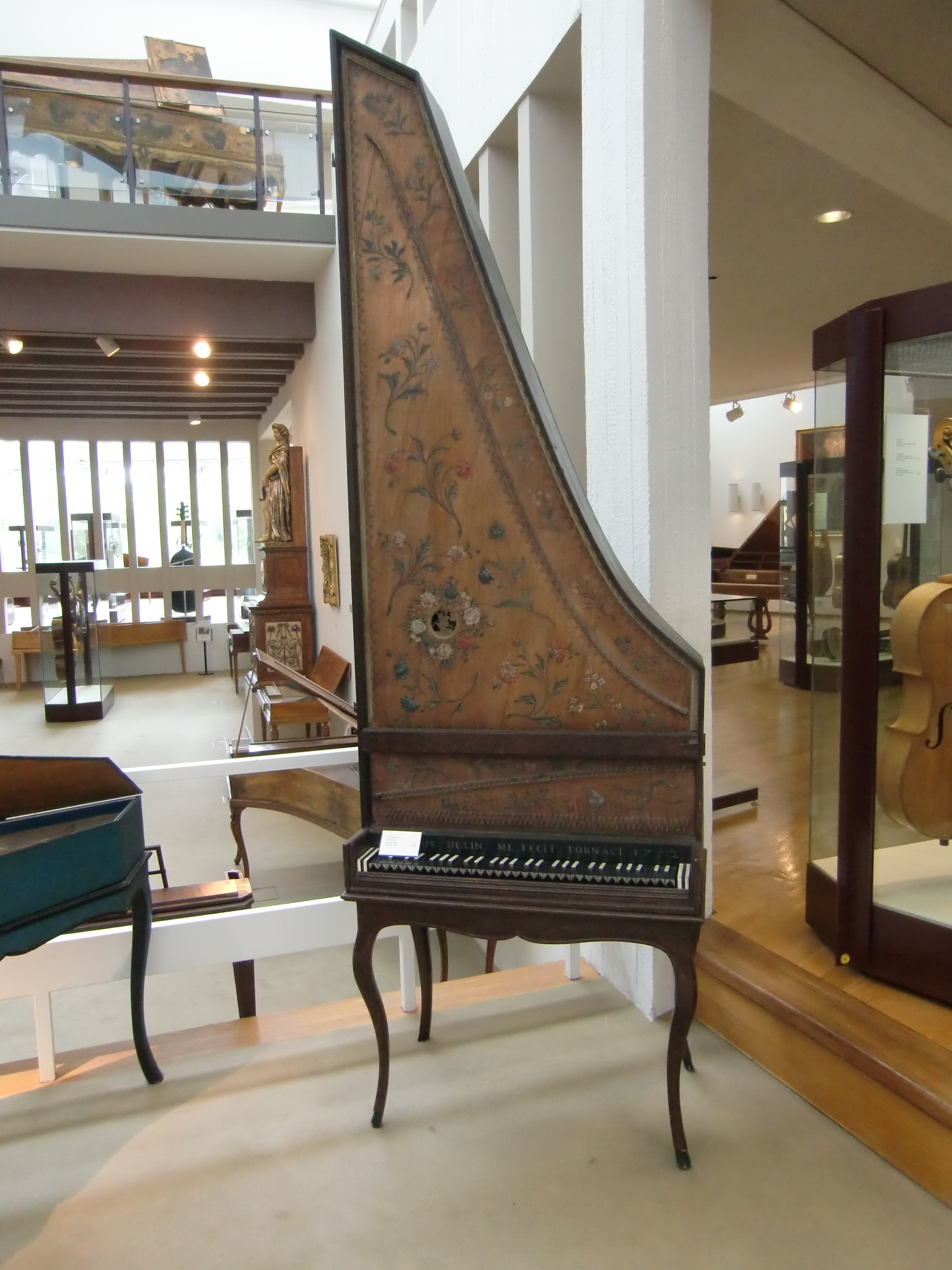
Clavicytherium, gebouwd door Albert Delin (1751), thans behorende tot de collectie van het Muziekinstrumentenmuseum in Berlijn.

Albert Delin, geboren als Albertus Deligne (Aat, 17 april 1712 – Doornik, 26 november 1771), was een Henegouws klavecimbelbouwer uit de 18e eeuw.
Albert Delin werd geboren als zoon van Joannes Baptista Deligne en Maria Dellice. Weinig is geweten over de opleiding van Delin; allicht werd hij opgeleid in Doornik. Een aantal instrumenten, waaronder spinetten en clavicytheria van zijn hand hebben de tand des tijds doorstaan en getuigen van een eerder eigenzinnige bouwstijl. In tegenstelling tot zijn tijdsgenoten, zoals de familie Dulcken in Antwerpen, Hieronymus Albrecht Hass uit Hamburg en Pascal Taskin in Parijs, die eerder complexe instrumenten bouwden, zijn de klavecimbels van Delin eerder sober en eenvoudig gebouwd.